# Кильский канал
Кильский канал (нем. Nord-Ostsee-Kanal), до 1948 года Канал кайзера Вильгельма (нем. Kaiser-Wilhelm-Kanal) — судоходный канал в Германии, соединяющий Балтийское и Северное моря. Проходит от Кильской бухты, у города Киль (пригородный район Хольтенау) до устья реки Эльба, у города Брунсбюттель.
Протяжённость — около 98 км, ширина — более 100 м, глубина — 11 м. Канал оканчивается парой шлюзов с каждой стороны, один из них предназначен для маломерного флота.
Кильский канал был введён в эксплуатацию 20 июня 1895 года, строительство продолжалось 8 лет. Является одним из самых загруженных судоходных путей Европы. Этот путь экономит около 519 километров по сравнению с плаванием вокруг Ютландского полуострова. При этом канал не только сокращает время пути примерно на сутки, но и позволяет избегать морских штормов.

## История
Первой связью между Северным и Балтийским морями был Айдерканал, который использовал русло реки Айдер. Айдер-канал был завершён в 1784 и составил 43 километра из 175-километровой водной артерии от Киля до устья Айдер на западном побережье. Имел ширину 10 м и глубину 3 метра.

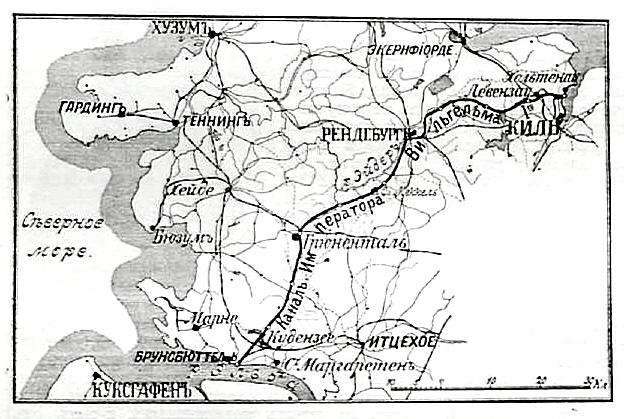
Карта Кильского канала (рисунок из статьи «Кильский канал» Военной энциклопедии Сытина, 1913)

Как интересы немецкого военно-морского флота, который хотел связать свои базы на Балтике и Северном море без плавания вокруг Дании, так и интересы коммерческого судоходства стимулировали сооружение нового канала. Его строительство продолжалось 8 лет, и в нём участвовало 9000 рабочих. 21 июня 1895 года «Канал кайзера Вильгельма» официально открыл Кайзер Вильгельм II.
В год открытия через канал проследовало 5258 судов (0,8 миллиона регистров. тонн), в 1900 году — 29045 судов (4,3 млн рег. т), а через 10 лет, в 1905 году уже — 33147 судов (5,8 млн рег. т).
Чтобы соответствовать требованиям гражданского и военно-морского флота, между 1907 и 1914 канал был расширен. Расширение канала позволило проходить через него кораблям размером с дредноут. Это означало, что крупнейшие на то время боевые корабли могут прибыть с Балтики в Северное море по внутригерманскому водному пути без необходимости идти вокруг Дании по узким легко блокируемым проливам, и притом на сутки раньше.
После Первой мировой войны и Версальского договора канал стал международным, оставаясь под немецкой администрацией. Адольф Гитлер отказался от международного статуса в 1936 году. После окончания Второй мировой войны канал снова вернулся к открытому международному пользованию.

## Фотогалерея

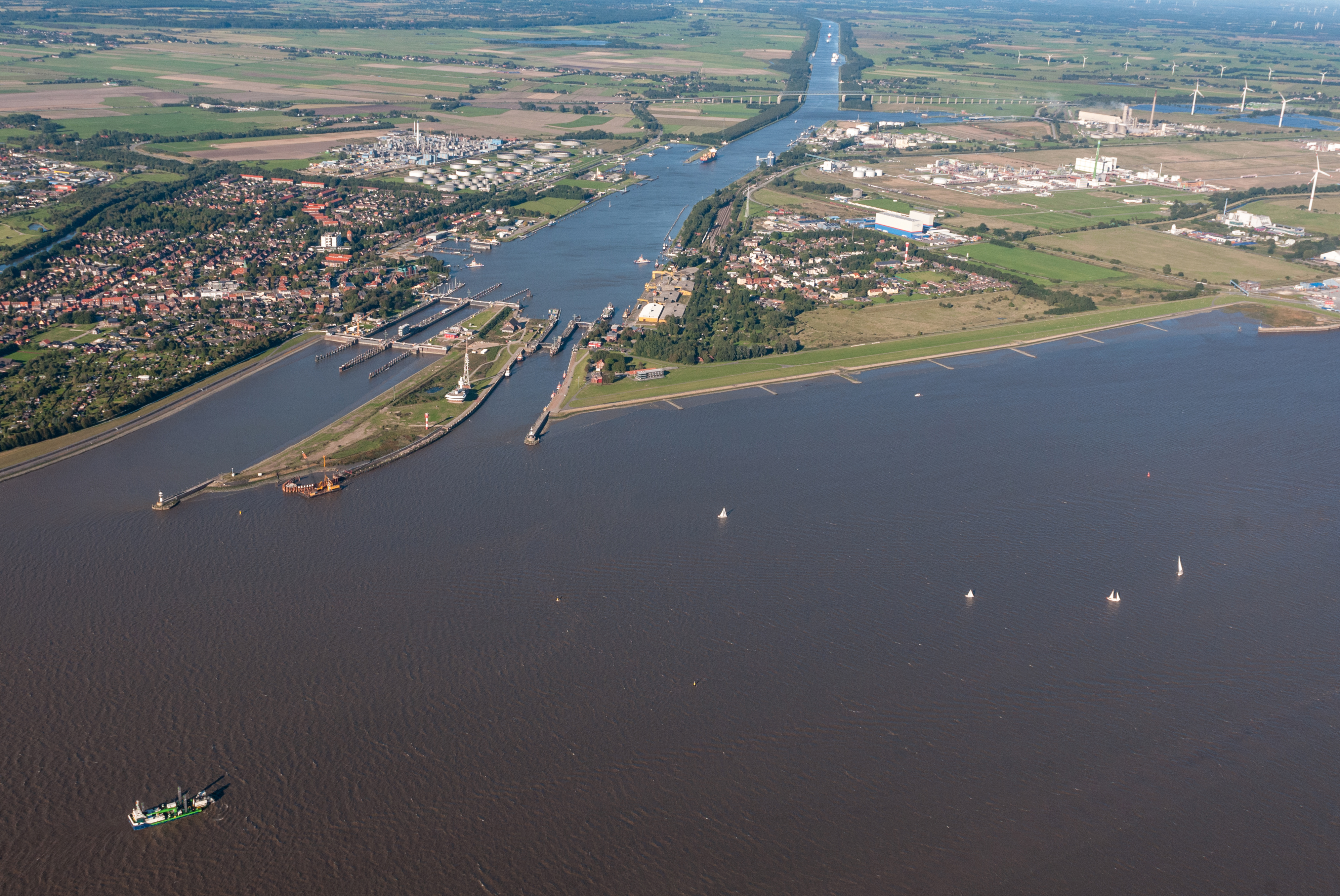
Кильский канал
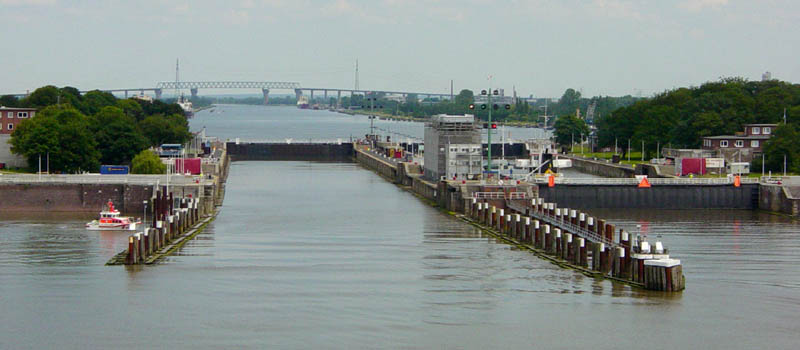
Кильский канал у Брунсбюттеля
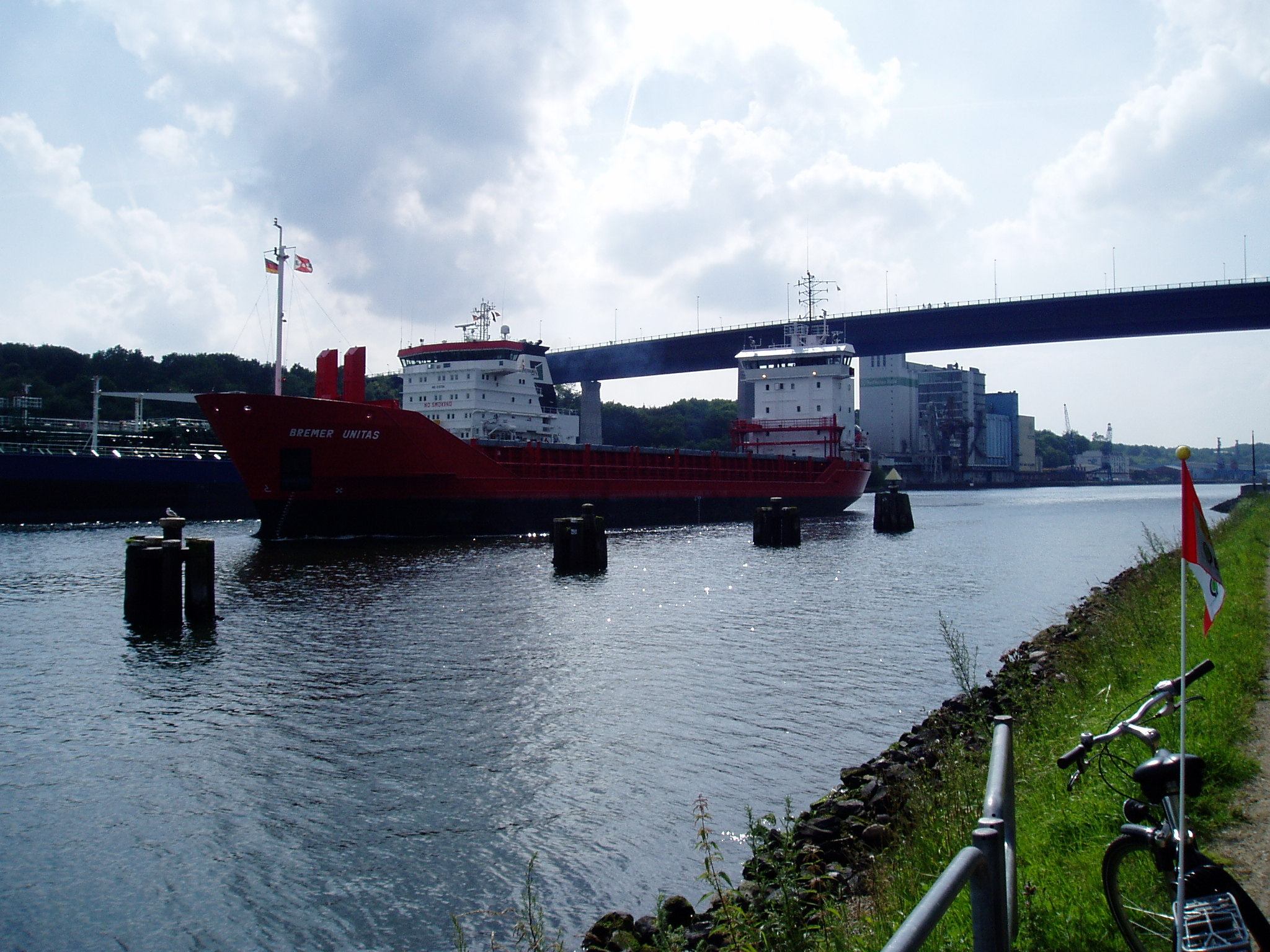
Кильский канал
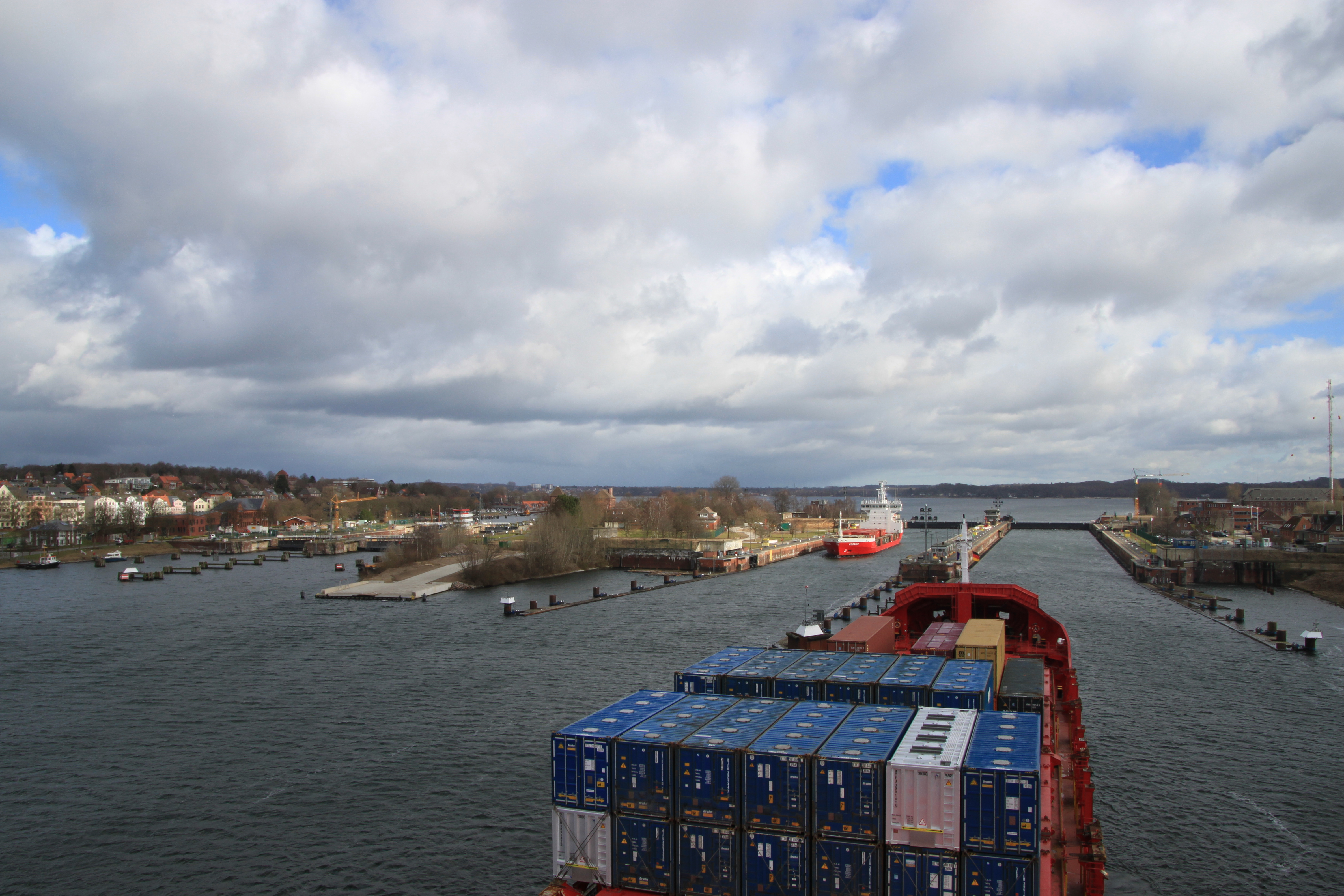
Вид с борта судна